# Kamani Hill
Kamani Helekunihi Hill (Berkeley, 1985. december 28. –) amerikai labdarúgócsatár. Rendelkezik Trinidad és Tobagó-i állampolgársággal is.